# Tompsăn
Tompsăn (bulgariska: Томпсън) är ett distrikt i Bulgarien.   Det ligger i kommunen Obsjtina Svoge och regionen Sofijska oblast, i den västra delen av landet, 27 km norr om huvudstaden Sofia.